# Heterobathmia
Heterobathmia és un gènere de lepidòpters, l'únic de la família dels heterobàtmids (Heterobathmiidae), de la superfamília dels heterobatmioïdeus (Heterobathmioidea) i del subordre dels heterobatmins (Heterobathmiina).
Són arnes molt primitives, diürnes, que només s'han trobat a la part meridional de Sud-amèrica. Els exemplars adults s'alimenten del pol·len del gènere Nothofagus o faig del sud, i les larves mengen les fulles.

## Taxonomia
El gènere Heterobathmia inclou quatre espècies:
- Heterobathmia diffusa Kristensen & Nielsen, 1979
- Heterobathmia megadecella Hünefeld & Kristensen, 2012
- Heterobathmia nielsenella Hünefeld & Kristensen, 2012
- Heterobathmia pseuderiocrania Kristensen & Nielesn, 1979